# Oryzopsis
Oryzopsis is een geslacht uit de grassenfamilie (Poaceae). De soorten van dit geslacht komen voor Noord-Amerika.
De Catalogue of New World Grasses erkent uitsluitend de soort Oryzopsis asperifolia